# Joseph Bonaparte
Joseph-Napoleon Bonaparte (7 tháng 1 năm 1768 – 28 tháng 7 năm 1844) là một luật sư, chính trị gia dưới thời Đệ Nhất Cộng hòa Pháp, và là một quý tộc, nhà cai trị dưới thời Đệ Nhất Đế chế Pháp. Sau khi em trai của ông là Napoleon Bonaparte lên ngôi hoàng đế, ông được nâng lên hàng thân vương trong Hoàng tộc Bonaparte và trở thành một cánh tay đắc lực trong các kế hoạch bá quyền của Hoàng đế Napoleon. Joseph đã được em trai của mình đưa lên ngôi vua của Vương quốc Napoli và Sicilia (1806-1808), sau đó là vua Tây Ban Nha và Tây Ấn (1808-1813).
Ông được đánh giá là một nhà cai trị tốt nhất của Chủ nghĩa chuyên chế Khai sáng (Enlightened absolutism) khi giữ ngai vàng của Napoli và Sicilia, được người dân yêu quý và để lại nhiều thành tựu cho vương quốc này. Tuy nhiên, sau khi ông được em trai đưa lên ngai vàng Tây Ban Nha thì chính cuộc Chiến tranh Bán đảo và người Tây Ban Nha không ủng hộ đã làm cho hình ảnh của Joseph bị hoen ố. Ông luôn hoài niệm và luyến tiếc về những năm tháng hoàng kim cai trị ở Bán đảo Ý.
Sau sự sụp đổ của Napoleon, Joseph trở về Pháp, tự xưng là Bá tước xứ Survilliers. Ông di cư đến Hoa Kỳ, định cư gần Bordentown, New Jersey trên một điền trang nhìn ra sông Delaware, gần Philadelphia.. Về sau ông trở lại châu Âu và chết ở Florence, Ý, thi hài được táng tại Điện Invalides.
Joseph sinh năm 1768 tại Corte, thủ phủ của Cộng hòa Corse, cha ông là Carlo Buonaparte và mẹ là Maria Letizia Ramolino. Vào năm ông sinh ra đời, Đảo Corsica bị người Pháp xâm lược và chinh phục vào 1 năm sau đó. Cha của ông ban đầu là người đấu tranh cho nền độc lập của Corsica do Pasquale Paoli đề xướng, nhưng sau đó ông quay đầu để trở thành người ủng hộ sự cai trị của người Pháp tại xứ Corsica.
Joseph Bonaparte được đào tạo để trở thành một luật sư và chính trị gia, ông đã phục vụ tại Cinq-Cents (Hạ viện) và với tư cách là đại sứ Pháp tại Rome. Ngày 30/09/1800, với tư cách Công sứ Đặc mệnh Toàn quyền, ông đã ký một hiệp ước hữu nghị và thương mại giữa Đệ nhất Cộng hoà Pháp với Hoa Kỳ tại Morfontaine, cùng với Charles Pierre Claret de Fleurieu và Pierre Louis Roederer.
Năm 1795, Joseph Bonaparte là thành viên của Hội đồng Trưởng lão (Thượng viện). Bốn năm sau, ông sử dụng chức vụ tại Thượng viện để giúp em trai của ông là Napoleon Bonaparte thực hiện đảo chính, lật đổ chế độ Đốc chính.

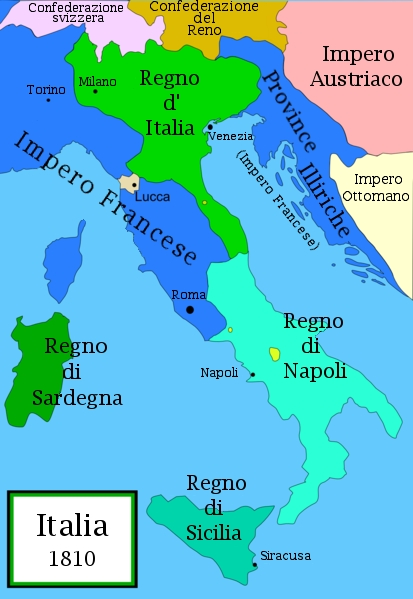
Nước Ý thời Napoléon năm 1810, với Vương quốc Napoli cũng ở mức độ tương tự dưới thời Joseph (1806 - 1808)

Julie Clary, Hoàng hậu của Napoli, với con gái Zenaide Bonaparte năm 1807, được vẽ bởi Robert Lefèvre

Năm 1805, chiến tranh giữa Pháp và Áo bùng nổ, vua Ferdinando I của Napoli đã đồng ý một hiệp ước trung lập với Hoàng đế Napoleon I, nhưng vài ngày sau, vị vua này lại lật lọng, tuyên bố ủng hộ Đế quốc Áo. Ông cho phép một lực lượng lớn liên quân Anh-Nga đổ bộ vào vương quốc của mình. Tuy nhiên, đội quân của Napoleon đã sớm dành chiến thắng. Sau khi Chiến tranh của Liên minh thứ Ba thất bại vào ngày 05/12, trong Trận Austerlitz, vua Ferdinand của Napoli đã phải hứng chịu cơn thịnh nộ của Hoàng đế Napoleon.
Vào ngày 27/12/1805, tại Dinh Schönbrunn ở thủ đô Viên, Napoléon đã đưa ra một tuyên bố rằng vua Ferdinand của Napoli đã từ bỏ vương quốc của mình. Ông tuyên bố một cuộc xâm lược của Pháp sẽ sớm xảy ra để đảm bảo rằng 'những quốc gia tốt nhất là được giải phóng khỏi ách thống trị của những người thiếu đức tin'
Ngày 31/12, Hoàng đế Napoleon ra lệnh cho anh trai mình là Joseph di chuyển đến Rome để chỉ huy quân đội Pháp, hành quần đến trước đó để phế bỏ ngai vàng của Ferdinando I. Tuy Joseph Bonaparte trên danh nghĩa là người có quyền hành cao nhất, nhưng trên thực tế thì Thống chế André Masséna mới là người chỉ huy với các hành động quyết định, bên cạnh còn có Tướng Laurent Gouvion Saint-Cyr.
Vào ngày 08/02/1806, đạo quân xâm lược của Pháp gồm 40.000 lính đã tiến vào Naples. Cánh quân trung tâm của đạo quân này nằm dưới quyền của tướng André Masséna và tướng Jean Reynier tiến về phía Nam. Trong khi đó tướng Giuseppe Lechi dẫn dầu cánh quân từ Ancona tiến ra bờ Biển Adriatic. Hoàng đế Napoleon để người anh trai Joseph của mình đi cùng tướng Reynier. Cuộc tiến công của quân Pháp ít gặp phải sự kháng cự, các lực lượng Anh-Nga đã rút lui một cách thận trọng, quân Anh rút về Đảo Sicily, trong khi đó quân Nga rút về Corfu. Bị các đồng minh của mình bỏ rơi, vua Ferdinand đã bỏ ngai vàng để đến Palermo vào ngày 23/01, vợ ông là Hoàng hậu Maria-Carolona cũng rời thủ đô của vương quốc vào ngày 11/02 để hội ngộ cùng chồng tại Palermo.
Trở ngại đầu tiên của quân Pháp gặp phải là tại pháo đài Gaeta; chỉ huy của nó là Thân vương Landgrave của Hesse-Philippsthal đã từ chối đầu hàng. Tuy nhiên quân Pháp không vì thế mà trì hoãn tiến quân, tướng Masséna đã để lại một lực lượng nhỏ đồn trú và bao vay, lực lượng còn lại tiếp tục tiến quân xuống phía Nam. Ngày 14/02, tướng Masséna chiếm được thủ đô Naples và ngày hôm sau Joseph tổ chức một buổi lễ ăn mừng chiến thắng. Tướng Reynier nhanh chóng được điều động để giành quyền kiểm soát Eo biển Messina vào ngày 09/03, đánh bại Quân đội Hoàng gia Napoli trong Trận Campo Tenese.
Ngày 30/03/1806, Hoàng đế Napoleon I đã ban hành sắc lệnh phong cho anh trai mình là Joseph Bonaparte làm Vua của Napoli và Sicily.
Joseph tiến quân vào Naples với sự chào đón nồng nhiệt của người dân, ông đã tìm mọi cách để chiếm được sự ủng hộ của họ, trong đó ông đã cho phép phần lớn những cựu quan chức và giới tinh hoa dưới thời Bourbon giữ lại chức tước và địa vị của mình trong chính phủ mới do ông đứng đầu. Sau khi thành lập một chính phủ lâm thời tại thủ đô của vương quốc, ngay lập tức công đã cùng Tướng Lamerque lên đường để tham quan và khảo sát quanh vương quốc của mình. Mục tiêu chính của chuyến tham quan chính là đánh giá tính khả thi của một cuộc tiến quân xâm lược Đảo Sicily để trục xuất Cựu hoàng Ferdinand và vợ ông ta là Hoàng hậu Maria-Carolona khỏi Palermo. Tuy nhiên khi xem xét tình hình tại Eo biển Messina, Joseph buộc phải thừa nhận rằng: đánh chiếm Sicily ngay lập thức là điều bất khả thi, vì quân của Bourbon đã điều tất cả quân đội, tàu thuyền và phương tiện vận tải dọc bờ biển để tăng tính phòng thủ dưới sự hỗ trợ của người Anh.
Khi trở về Naples, nhà vua đã quyết tâm thực hiện một chương trình cải cách và mang lại cho Vương quốc Napoli những lợi ích của Cách mạng Pháp. Joseph đã cho lập một chính phủ với những bộ trưởng tài năng, ông bổ nhiệm Antoine Christophe Saliceti làm Bộ trưởng cảnh sát, Pierre Louis Roederer làm Bộ trưởng tài chính, André François Miot de Mélito làm Bộ trượng Nội vụ và tướng Guillaume-Mathieu Dumas làm Bộ trưởng Chiến tranh. Trong đó Hoàng đế Napoleon I đã bổ nhiệm nguyên soái Jean-Baptiste Jourdan làm thống đốc Naples, đồng thời là cố vấn quân sự quan trọng bên cạnh tân vương Joseph.
Joseph bắt tay vào một chương trình cải cách đầy tham vọng, nhằm đưa Vương quốc Napoli trở thành một nhà nước hiện đại theo khuôn mẫu của nước Pháp thời Napoléon. Các tu viện bị đàn áp, tài sản của họ bị quốc hữu hoá, các quỹ của tu viện bị tịch thu để ổn định tài chính cho hoàng gia mới. Các đặc quyền và thuế của thời phong kiến bị bãi bỏ; tuy nhiên, giới quý tộc đã được đền bù bằng một khoản tiền bồi thường dưới hình thức chứng nhận họ có thể đổi lấy những vùng đất được quốc hữu hóa từ Giáo hội. Một trường cao đẳng được thành lập ở mỗi tỉnh để giáo dục trẻ em gái. Một trường cao đẳng trung ương được thành lập tại Aversa dành cho con gái của những nhà hoạt động công ích, và những nữ sinh giỏi nhất từ các trường cấp tỉnh, được nhận vào học dưới sự bảo trợ cá nhân của Nữ hoàng Hoàng hậu Julie Clary.
Chính sách cưỡng bức tuyển mộ tù nhân vào quân đội đã bị bãi bỏ. Để trấn áp và kiểm soát bọn cướp trên núi, các ủy ban quân sự được thành lập với quyền xét xử và xử tử mà không cần kháng cáo. Các công trình công cộng được bắt đầu cung cấp việc làm cho người nghèo và đầu tư vào những cải tiến cho vương quốc. Đường cao tốc được xây dựng đến Reggio. Một con đường ở Calabria đã được hoàn thành dưới thời Joseph trong vòng một năm sau nhiều thập kỷ trì hoãn ở triều vua trước. Vào năm thứ hai dưới triều đại của mình, Joseph đã lắp đặt hệ thống chiếu sáng đường phố công cộng đầu tiên ở Naples, được mô phỏng theo hệ thống hoạt động ở Paris.
Mặc du vương quốc Napoli ở thời điểm đó chưa có hiến pháp, vì thế mà Joseph là một vị vua quân chủ chuyên chế với quyền lực tối cao, nhưng trên thực tế ông chưa từng ban hành và thực thi một chiếu chỉ hay chính sách mà chưa thảo luận trước với Hội đồng Nhà nước và thông qua đa số phiếu ủng hộ của các cố vấn. Do đó Joseph được xem là một nhà cai trị tốt nhất của Chủ nghĩa chuyên chế Khai sáng (Enlightened absolutism), ông đã giúp tăng nguồn tài chính cho hoàng gia từ 7 lên 14 triệu ducat trong hai năm trị vì ngắn ngủi của mình, song song với điều đó ông luôn tìm mọi cách để giảm nhẹ gánh nặng cho người dân của mình.
Joseph cai trị Vương quốc Naples trong 2 năm, sau đó được Napoleon I đưa về làm vua của Tây Ban Nha vào tháng 8/1808 ngay sau khi Đệ Nhất Đế chế Pháp đưa 100.000 quân xâm lược và chiếm đóng quốc gia này. Vương quốc Naples được giao lại cho người em rể là Joachim Murat cai trị. 

## Vua Tây Ban Nha

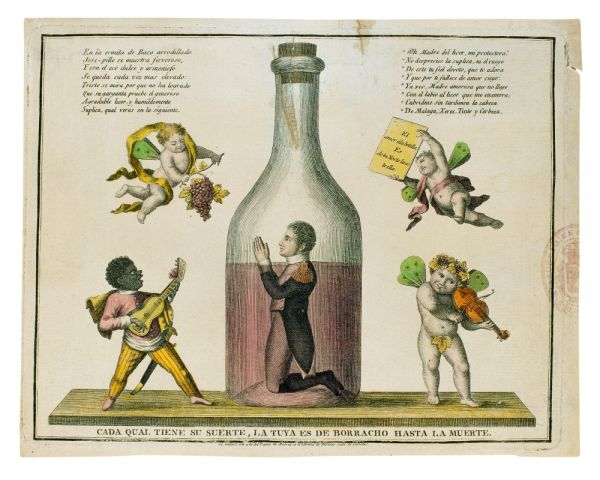
Biếm họa tuyên truyền mô tả Joseph Bonaparte ở Tây Ban Nha

Joseph có phần miễn cưỡng rời bỏ ngai vàng Vương quốc Napoli để đến nhận chiếc vương miện Đế chế Tây Ban Nha theo chỉ thị của người em trai - Hoàng đế Napoleon. Tuy chỉ mới làm vua ở Napoli trong 2 năm, nhưng tại đây Joseph rất được người dân yêu mến và kính trọng, trong khi đó tại Tây Ban Nha thì ngược lại, người dân ở Bán đảo Iberia không ưa thích ông. Joseph đã bị các đối thủ của mình ở Tây Ban Nha chỉ trích nặng nề, họ cố bôi nhọ danh tiếng của ông bằng cách gọi ông là "Pepe Botella" vì ông uống nhiều rượu. Sự xuất hiện của Joseph trên ngai vàng Tây Ban Nha đã gây ra một cuộc nổi dậy ở Tây Ban Nha chống lại sự cai trị của người Pháp, điều này đã khởi đầu cho Chiến tranh Bán đảo. Thompson đã nhận định rằng: cuộc nổi dậy ở Tây Ban Nha là một phản ứng chống lại các thể chế và lý tưởng mới. Ngai vàng quân chủ cha truyền con nối của các vị vua Công giáo mà Napoleon, được cho là kẻ thù truyền kiếp của Giáo hoàng đã đội lên đầu của một người Pháp. Các nhà thờ Công giáo bị đàn áp bởi những người cộng hoà, giết hại các linh mục và thi thành "loi des Cultes" (luật tôn giáo); các quyền và đặc quyền tại các địa phương và tỉnh tự trị bị đe doạ bởi một chế độ quân chủ tập trung được tổ chức theo mô hình của Napoleon.
Joseph tạm thời rút lui cùng với phần lớn quân Pháp về phía Bắc Tây Ban Nha. Bản thân ông cảm thấy mình đang ở một vị trí ô nhục, ông đã đề xuất với em trai mình để ông thoái vị và hy vọng sẽ được trở lại ngai vàng của Vương quốc Napoli, nơi mà ông rất được lòng của thần dân. Tuy nhiên Hoàng đế Napoleon đã gạt bỏ điều này, chính phủ của Đệ Nhất Đế chế Pháp đã gửi thêm quân tiếp viện hỗ trợ Joseph duy trì ngai vàng của mình. Dù quân đội Pháp đánh chiếm Madrid dễ dàng, nhưng sự kiểm soát lãnh thổ của chính quyền Joseph tại Tây Ban Nha luôn bị quân du kích ủng hộ Nhà Bourbon chống lại liên tục. Joseph và những người ủng hộ ông chưa bao giờ thiết lập được quyền kiểm soát hoàn toàn đối với đất nước.
Những người Tây Ban Nha ủng hộ Vua Joseph được gọi là "josefinos" hoặc "afrancesados" (điên cuồng). Trong thời gian cai trị của mình, Joseph đã chấm dứt sự hoạt động của Tòa án dị giáo Tây Ban Nha, một phần quyết định này cũng do Napoleon I có mâu thuẫn với Giáo hoàng Piô VII. Bất chấp những cải cách mang tính cách mạng, Joseph vẫn không được phần lớn người Tây Ban Nha chấp nhận là một vị vua hợp pháp của họ. Trong thời kỳ Joseph cai trị Tây Ban Nha, Venezuela đã tuyên bố độc lập khỏi Tây Ban Nha. Nhà vua hầu như không có bất cứ ảnh hưởng nào trong suốt cuộc Chiến tranh Bán đảo, vì các vị tướng dưới quyền của vua Joseph luôn phải xin ý kiến của Hoàng đế Napoleon trước khi thực hiện các chỉ thị của Joseph.
Vua Joseph thoái vị và trở về Pháp sau khi các lực lượng chính của Pháp bị liên quân do Anh dẫn đầu đánh bại trong Trận Vitoria năm 1813. Trong chiến dịch kết thúc của Chiến tranh của Liên quân thứ sáu, Napoléon đã để anh trai mình cai quản Paris với quân hàm Trung tướng của Đế chế. Kết quả là, Joseph lại nắm quyền chỉ huy trên danh nghĩa của Quân đội Pháp trong Trận Paris (1814).
Ông được những người theo Chủ nghĩa Bonaparte coi là Hoàng đế hợp pháp của Đế chế Pháp sau cái chết của con trai Napoleon I là Napoleon II vào năm 1832, tuy nhiên ông đã có rất ít động thái trong việc thúc đẩy những tuyên bố này.

## Cuộc sống sau này ở Mỹ và châu Âu
Trong giai đoạn từ năm 1817 đến 1832, Joseph chủ yếu sống ở Hoa Kỳ (nơi ông bán những món đồ trang sức mà ông đã sở hữu được trong thời kỳ làm vua Tây Ban Nha). Lúc đầu ông định cư ở Thành phố New York và Philadelphia, nhà của ông đã trở thành nơi hội họp của những người Pháp xa xứ. Năm 1823, ông trở thành thành viên của Hiệp hội Triết học Hoa Kỳ. Sau đó, ông mua một điền trang, được gọi là Point Breeze, trước đây thuộc sở hữu của Stephen Sayre, nó toạ lạc ở Bordentown, New Jersey, ở phía đông của sông Delaware. Ông đã mở rộng đáng kể ngôi nhà của Sayre và tạo ra những khu vườn rộng lớn theo phong cách đẹp như tranh vẽ. Tháng 1/1820, ngôi nhà của ông đã bị hoả hoạn thiêu rụi, ông đã cho cải tạo nơi nuôi ngựa thành một dinh thự lớn. Sau khi được hoàn thành, nó thường được xem là nơi tiếp xúc ngoại giao với các trí thức và chính trị gia nhiều thứ 2 ở Mỹ thời bấy giờ, chỉ xếp sau Nhà Trắng. Tại Point Breeze, Joseph đã tổ chức nhiều buổi chiêu đãi dành dành cho giới tinh hoa hàng đầu trong thời của ông.
Một số nhà cách mạng Mexico đã đề nghị đưa Joseph lên làm Hoàng đế Mexico vào năm 1820, nhưng ông đã từ chối. Mexico sau đó giành được độc lập từ Tây Ban Nha vào năm 1821.
Năm 1832, Joseph chuyển đến London, và không còn thường xuyên trở về điền trang của mình ở Mỹ nữa. Năm 1844, ông qua đời tại Florence, thuộc Đại công quốc Toscana, Ý. Thi hài của ông được đưa về Pháp và an táng trong Điện Invalides ở Paris.

## Gia đình
Ông kết hôn với Marie Julie Clary, con gái của François Clary, vào ngày 01/08/1794 tại Cuges-les-Pins, Pháp. Họ có 3 cô con gái:
- Julie Joséphine Bonaparte (29 tháng 2 năm 1796 - 6 tháng 6 năm 1797).
- Zénaïde Laetitia Julie Bonaparte (8 tháng 7 năm 1801 - 1854); kết hôn năm 1822 với Charles Lucien Bonaparte.
- Charlotte Napoléone Bonaparte (31 tháng 10 năm 1802 - 2 tháng 3 năm 1839); kết hôn năm 1826 với Napoléon Louis Bonaparte.

Ông xác định 2 cô con gái còn sống là người thừa kế của mình.
Ông cũng có 2 người con với Maria Giulia Colonna, Nữ Bá tước Atri:
- Giulio (1806–1838)
- Teresa (1808 – chết khi còn nhỏ).

Joseph cũng có 2 cô con gái người Mỹ được sinh ra tại Point Breeze, bất động sản của ông ở Bordentown, New Jersey, bởi tình nhân của ông, Annette Savage ("Madame de la Folie"):
- Pauline Anne; Chết trẻ.
- Catherine Charlotte (1822–1890); kết hôn với Đại tá Zebulon Howell Benton ở Hạt Jefferson, New York, họ có với nhau 4 con gái và 3 con trai.[21][22]

## Hội Tam Điểm
Joseph Bonaparte được nhận vào "Marseille's lodge la Parfaite Sincérité" trong năm 1793. Ông được em trai mình là Napoléon Bonaparte giao cho nhiệm vụ giám sát Hội Tam Điểm với tư cách là "Grand Master" của "Grand Orient de France" (1804 - 1815). Ông cùng với Jean-Jacques-Régis de Cambacérès đã khuyến khích sự tái lập của Hội Tam Điểm ở Pháp sau Cách mạng.

## Di sản
- Vịnh Joseph Bonaparte ở Lãnh thổ Bắc Úc được đặt theo tên của ông.
- Hồ Bonaparte, nằm ở thị trấn Diana, New York, Hoa Kỳ, cũng được đặt theo tên của ông.